# Eia Eia Alalà (romanzo)
Eia Eia Alalà è un romanzo di Giampaolo Pansa, edito da Rizzoli nel 2014. Si tratta di un romanzo che può definirsi "storico" in quanto tratta, attraverso il racconto in forma autobiografica del protagonista, il periodo storico vissuto dall'Italia, ed in particolare dalla Lomellina, dalla fine della prima guerra mondiale e quella della seconda. La finzione consiste nel fatto che il protagonista narra in forma epistolare, rivolgendosi alla sua unica figlia Paola, gli eventi verificatisi in quegli anni, dei quali egli fu osservatore e, molto parzialmente, protagonista. L'autore, nella sua postfazione, indica le fonti delle informazioni riportate nel libro, non essendo lui identificabile, per motivi anagrafici, con il protagonista.

## Trama
Il romanzo inizia con lo scrittore che, in prima persona, narra di essere stato contattato da una ex compagna di liceo, certa Paola Magni, avvocato di fama in Milano, la quale gli propone di trarre un romanzo dalla narrazione che il padre Edoardo le aveva fatto e che lei aveva registrato e poi trascritto, sulle vicende vissute nel periodo fra le due guerre mondiali. 
Il padre di Paola inizia così la narrazione in prima persona, come se scrivesse alla figlia Paola. Edoardo Magni, classe 1890, era l'unico figlio di Ermete, un ricco proprietario terriero, che abitava a Casale Monferrato e che possedeva una grossa tenuta agricola nella zona di confine fra Piemonte e Lombardia, in Lomellina. Prestato con onore il servizio militare come ufficiale combattente nella prima guerra mondiale, era rientrato a casa e dopo un periodo di inattività, aveva iniziato ad occuparsi anche lui dell'azienda agricola paterna, subentrando a poco a poco al padre nella conduzione della medesima, a causa del progredire dell'età e di una malattia  del padre. In quel primo periodo - questo il punto di vista del narrato - spadroneggiavano nelle campagne i socialisti, che, attraverso scioperi violenti ed intimidazioni personali, cercavano d'imporre il loro potere sui proprietari terrieri.
Sorsero così, per reazione, i primi movimenti di squadrismo fascista, appoggiati finanziariamente dai proprietari terrieri, che si vedevano a poco a poco togliere il controllo sui propri stessi beni (Il protagonista dichiara apertamente che, in base alla sua esperienza, il fascismo nacque proprio come reazione alle violenze socialiste). Edoardo è un giovane disilluso, che parteggia per l'ascesa al potere di Mussolini, ma senza partecipazione attiva alla politica, limitandosi a sostenere il nascente movimento con contributi in denaro. Ben lontano dal cercar moglie, ma molto attratto dalle belle donne, passa da un'amante all'altra, intrattenendo relazioni quasi esclusive e piuttosto durature con ognuna di esse, periodi di più anni, alla fine dei quali sono sempre loro a lasciarlo  per una relazione più stabile, cioè il matrimonio. Prima la bella vedova Rosa Ferraresi, maestra elementare a Mortara, poi la giornalista del Popolo d'Italia Anna Lorenzetti, quindi la contabile e collaboratrice diretta di Cesare Forni, Elvira Cognetti, ed infine l'ebrea Marianna Levi. Nel periodo tra le ultime due riesce a sposarsi, grazie anche alle pressioni del padre Ermete, con una giovane illibata di buona famiglia, Camilla De Michelis, che gli dà una figlia, Paola appunto, ma che sparisce presto dalla scena del romanzo, lasciandolo vedovo. È attraverso i colloqui con le amanti, sempre ben informate, spesso anche più di lui, che si snodano le vicende storiche di quel periodo, vengono descritte le vicende dei protagonisti politici del tempo, locali ma anche nazionali, quali i socialisti Giuseppe Rampini e Umberto Ricolfi, i fascisti Cesare Forni, Cesare Maria De Vecchi, Giovanni Passerone, Francesco Giunta, il marchese Cesare Carminati Brambilla, Aldo Finzi e altri e, sullo sfondo, sempre Benito Mussolini.
L'ultima parte del libro è dedicata alla persecuzione contro gli ebrei innescata dal decreto legge del 17 novembre 1938 e inasprita dalle norme successive. Nel 1934, poco dopo la nascita della figlia Paola, la moglie Camilla assume una bambinaia ebrea, Ester Segre, studentessa universitaria costretta a lavorare a causa di ristrettezze economiche della famiglia. Incuriosito dalla sua religione, Edoardo le chiede spesso informazioni sulla religione ebraica e sulle abitudini del suo popolo, finché Ester non lo accompagna a visitare il ghetto di Casale e qui le presenta una sua amica, Marianna Levi, segretaria del direttore di una grossa azienda casalese ed ottima conoscitrice delle vicende del suo popolo. Presto i due divengono amanti. Intanto Edoardo rimane vedovo e il governo emette le leggi razziali. La situazione di Marianna e dei suoi correligionari si fa sempre più difficile e diventa critica con lo scoppio della guerra e poi la costituzione della Repubblica Sociale Italiana. Edoardo, che in barba alle leggi razziali si era ben guardato da licenziare la bambinaia ebrea, prende sotto la sua protezione anche Marianna, trasferendola con sé nella casa della sua tenuta agricola; dopo riesce ad impedire l'intervento dell'autorità fascista corrompendo e poi ricattando il commissario di polizia di Casale, competente per territorio al rastrellamento degli ebrei.
Si snoda così il racconto delle vicende dei poveri correligionari di Marianna, avviati via via verso il campo di transito di Fossoli, per il successivo trasferimento ad Auschwitz e ad altri campi di concentramento nazisti, dai quali non faranno più ritorno. Il romanzo-racconto si chiude con la fine della guerra, della Repubblica Sociale Italiana e l'evacuazione dei militari tedeschi e con il congedo di Marianna da Edoardo. La donna infatti, sconvolta da ciò che ha visto durante il periodo di guerra riguardo ai suoi correligionari casalesi e afflitta da una specie di complesso di colpa nei loro confronti per essere sopravvissuta, non riesce più a sopportare di rimanere nei luoghi ove sono state commesse tante nefandezze verso persone che conosceva fin da bambina e, nonostante la proposta di matrimonio fattagli da Edoardo, decide di lasciare l'Italia per trasferirsi in Israele.